# فوهنشتراوس
فوهن اشتراوس (بالألمانية: Vohenstrauß) هي بلدة ألمانية تقع في Neustadt an der Waldnaab (district) في ألمانيا. يقدر عدد سكانها بـ 7,688 نسمة .